# Auguste Liquois
Auguste Liquois (Angers, 2 luglio 1902 – Vitray-en-Beauce, 1º settembre 1969) è stato un fumettista e pittore francese. Durante la Seconda guerra mondiale collaborò con le riviste collaborazioniste tedesche Le Téméraire e Le Mérinos. Dopo la fine della guerra, lavoro per qualche tempo anche con il settimanale comunista Vaillant.

## Biografia
Auguste Liquois studio Belle Arti. Nel 1926 si trasferì a Parigi, dove inizio la sua carriera,con schizzi per le case di moda, manifesti e illustrazioni umoristiche come Le Rire, Ric et Rac, Gai Paris e la rivista erotica Séduction. Nel 1936 si iscrive al Partito Comunista Francese e partecipo alla fondazione del Syndicat des dessinateurs de journaux (SDJ),fondato da Jacques Lechantre, Pierre Farinole e Jean Bellus. L'SDJ si adoperò affinché i vignettisti della stampa beneficiassero della legge del marzo 1935 sullo status dei giornalisti, che concedeva loro una serie di vantaggi. Auguste Liquois era il responsabile dei giornali per bambini.
Durante l'occupazione tedesca, lavoro per i giornali Cahiers d'Ulysse, Le Téméraire e Le Mérinos. Nell'ultimo giornale lavoro con lo pseudonimo di Robert Ducte e pubblicò un racconto in cui Zoubinette, l'eroina, era vittima dei guerriglieri.
Dal 1941 al 1945 illustro la Collection Police-Express, racconti polizieschi pubblicati dalla casa editrice ABC, poi Société d'édition générale.
Dopo la liberazione dalla occupazione tedesca(1945) fu interrogato come tutti gli altri collaboratori del giornale Le Téméraire, ma il suo caso fu archiviato.
Nel 1945, fa rinascere il sindacato SDJ, che nel 1946 cambio nome in Syndicat des dessinateurs de journaux pour enfants (SDJE), e fu aiutato da Alain Saint-Ogan. La SDJE riunirà la maggior parte degli illustratori della stampa per ragazzi. Auguste Liquois si dimise dall'incarico nel 1947.
Nel 1945 inizio la collaborazione con il settimanale per ragazzi Vaillant e disegno Fifi, gars du maquis. Nello stesso anno illustro La Vie du colonel Fabien.
Da maggio a dicembre 1946, il suo fumetto di fantascienza Les Héros de la liberté fu pubblicato nei quattordici numeri del quindicinale Robin l'Écureuil, queste tavole ebbero una vita breve ma viene considerata fu una migliori serie realistiche.
Nel giugno del 1946 illustrò Le Tourbillon du désert blanc nella collezione Odyssées, poi nel 1950 realizzò la copertina e il testo del romanzo Les Aventures de Trottemenu. Nel luglio 1946 la direzione del periodico Vaillant venuta a conoscenza della sua partecipazione alle riviste Téméraire e Mérinos nel periodo bellico preferì licenziarlo. Secondo Gilles Ragache, i dirigenti di Vaillant conoscevano il passato di Auguste Liquois e degli altri ex membri di Le Téméraire, ma inizialmente scelsero di ignorarlo: "I nuovi datori di lavoro erano probabilmente a conoscenza del loro passato (il processo lo dimostra), ma lo passarono sotto silenzio ". Questi inconvenienti non impedirono ad Auguste Liquois di proseguire in seguito la sua carriera.
A metà degli anni Cinquanta collaboro anche con il giornale IMA, l'ami des jeunes. Nel 1957 disegno Guerre à la Terre su sceneggiatura di Marijac per la rivista  Cocorico, il giornale dell'aventura. ma pubblico anche Satanax, Capitan Fracassa e molte altre storie che in seguito realizzate.
Come pittore, Auguste Liquois fu presente con delle mostre personali a Chartres Los Angeles, Angers, Parigi,  e in altre località.